# Karel Hradilák
Karel Hradilák (též Carl Stockmar či Charles H. Radilak, 26. ledna 1909 Dolní Žukov – 17. července 1972 Inglewood, Kalifornie) byl český divadelní a filmový herec. Do roku 1946 umělecky působil v Československu, poté emigroval do Spojených států amerických, kde pokračoval v herecké kariéře a také zde zemřel. 

## Život

### Kariéra
Narodil se v Dolním Žukově u Českého Těšína (pozdější součást města). Nastoupil ke studu obor činoherní herectví na Brněnské konzervatoři, studium ale nedokončil. Roku 1928 byl angažován v souboru Slovenského národního divadla v Bratislavě (pod uměleckým vedením Oskara Nedbala). Roku 1933 byl poprvé angažován v Praze ve hře G. B. Shawa S pravdou ven v divadle Oldřicha Nového. Poté se opět vrátil do Bratislavy, kde setrval do roku 1938. Mezitím se začal objevovat také ve filmech. Roku 1938 odešel do Prahy, kde spoluzaložil tzv. Lidové divadlo, hrající v prostorách divadla Uranie, objevil se také v pražském Komorním divadle, Novém divadle či Městských divadlech pražských. V roce 1938 se podílel na první dabingové verzi americké animované pohádky Sněhurka a sedm trpaslíků, zhotovené ve Filmových továrnách AB Barrandov Praha, kde propůjčil svůj hlas postavě Zrcadla.
Po začátku německé okupace Čech, Moravy a Slezska se stal členem souboru Divadla na Vinohradech. Objevoval se také v německých filmových produkcích, kde vystupoval pod jménem Carl Stockmar. Po osvobození Československa v květnu 1945 byl vyšetřován z podezření z kolaborace s nacisty. Vinu se zpočátku nepodařilo prokázat, další vyšetřování pak zastavila Hradilákova emigrace roku 1946.    
Od roku 1933 byl ženatý s Němkou Liesl Stöckmarovou (1912), se kterou měl syna Jamese, manželství skončilo rozvodem. V roce 1943 se oženil s tanečnicí Věrou Novákovou (1923-2008), se kterou měl dceru Michaelu (1943), i toto manželství skončilo v roce 1946 rozvodem.   

### V USA
Po jistou dobu žil v západní Evropě, na konci 40. let 20. století pak připlul do USA, kde následně začal užívat poangličtělou podobu svého jména, Charles H. Radilak. Zde po jisté době získal angažmá v souboru divadelní společnosti Katherine Hepburn. Roku 1952 získal svou první filmovou roli za oceánem ve snímku Assingment: Paris, za svůj výkon byl pak nominován na Zlatý glóbus. V dalších téměř dvaceti letech ztvárnil celou řadu menších rolí v řadě filmových snímků, televizních adaptacích a seriálech. Z amerických velkofilmů byl mj. obsazen do snímku Čingischán (Genghis Khan, 1965), zahrál si také ve dvěma Oscary oceněném filmu Loď bláznů (Ship of Fools, 1965).

### Úmrtí
Karel Hradilák zemřel 17. července 1972 v kalifornském Inglewoodu ve věku 63 let. Urna s jeho popelem byla následně převezena do Československa a pohřbena v hrobě na pražském hřbitově Malvazinky.